# Antigos canários
Antigos canários é o termo usado para designar genericamente os diversos povos de origem berbere que habitavam as ilhas Canárias antes da conquista e colonização castelhanas, ocorrida entre 1402 e 1496. São muitas vezes identificados na literatura científica como "aborígenes canários", termo considerado por alguns académicos como incorreto e de caráter pejorativo e colonialista. São conhecidos popularmente sobretudo como guanches, embora este termo originalmente designe especificamente o povo aborígene de etnia berbere da ilha de Tenerife. Também é usada a designação indígenas canários, considerada por alguns autores mais apropriada, embora de uso minoritário.
Recentes pesquisas genéticas comprovam a hipótese de que os guanches eram originários de populações berberes do Norte da África.
A cultura guanche e as suas línguas foram totalmente erradicadas pela colonização europeia das ilhas, dela restando apenas algumas palavras e abundantes vestígios arqueológicos. Apesar dos guanches terem sido extintos enquanto povo, os atuais habitantes das Canárias descendem parcialmente deles, segundo estudos genéticos que mostram que houve intensa miscigenação entre mulheres guanches e homens espanhóis.
Os antigos canários foram os únicos povos indígenas que habitaram a região da Macaronésia, uma vez que nos arquipélagos de Açores, Cabo Verde e Madeira não foi comprovada a existência de culturas anteriores à chegada dos europeus.

## Designações específicas dos nativos de cada ilha
Várias fontes afirmam que os antigos canários usavam autónimos específicos, conforme a ilha em que habitavam. O historiador canário José Farrujia afirma, no entanto, que estes termos são modernos ou «modismos», sem carácter histórico.
- El Hierro  - Bimbaches ou bimbapes.
- La Palma  - Benahoaritas ou auaritas.
- La Gomera  - Gomeritas ou gomeros.
- Tenerife  - Guanches.
- Gran Canaria  - Canários.
- Fuerteventura e Lanzarote - Majos.

## Antropologia e história
O isolamento das ilhas, a falta de elementos escritos e de testemunhos coevos críveis torna muito difícil a caracterização do povo guanche.  Não existe certeza quanto à existência de uma identidade cultural única nas ilhas Canárias no período anterior à colonização europeia, pelo que a designação povo guanche provavelmente é incorrecta, sendo na realidade o nome dado pelos europeus a um conjunto de povos, que embora partilhando um fundo cultural comum, diferiam nas suas línguas, práticas religiosas e outros traços culturais.

Sem meios conhecidos de navegação, a insularidade levava a que os povos das ilhas se mantivessem isolados dos povos da costa africana vizinha e, num duplo insulamento, estivessem separados entre si, permitindo que em cada ilha evoluísse uma cultura distinta.

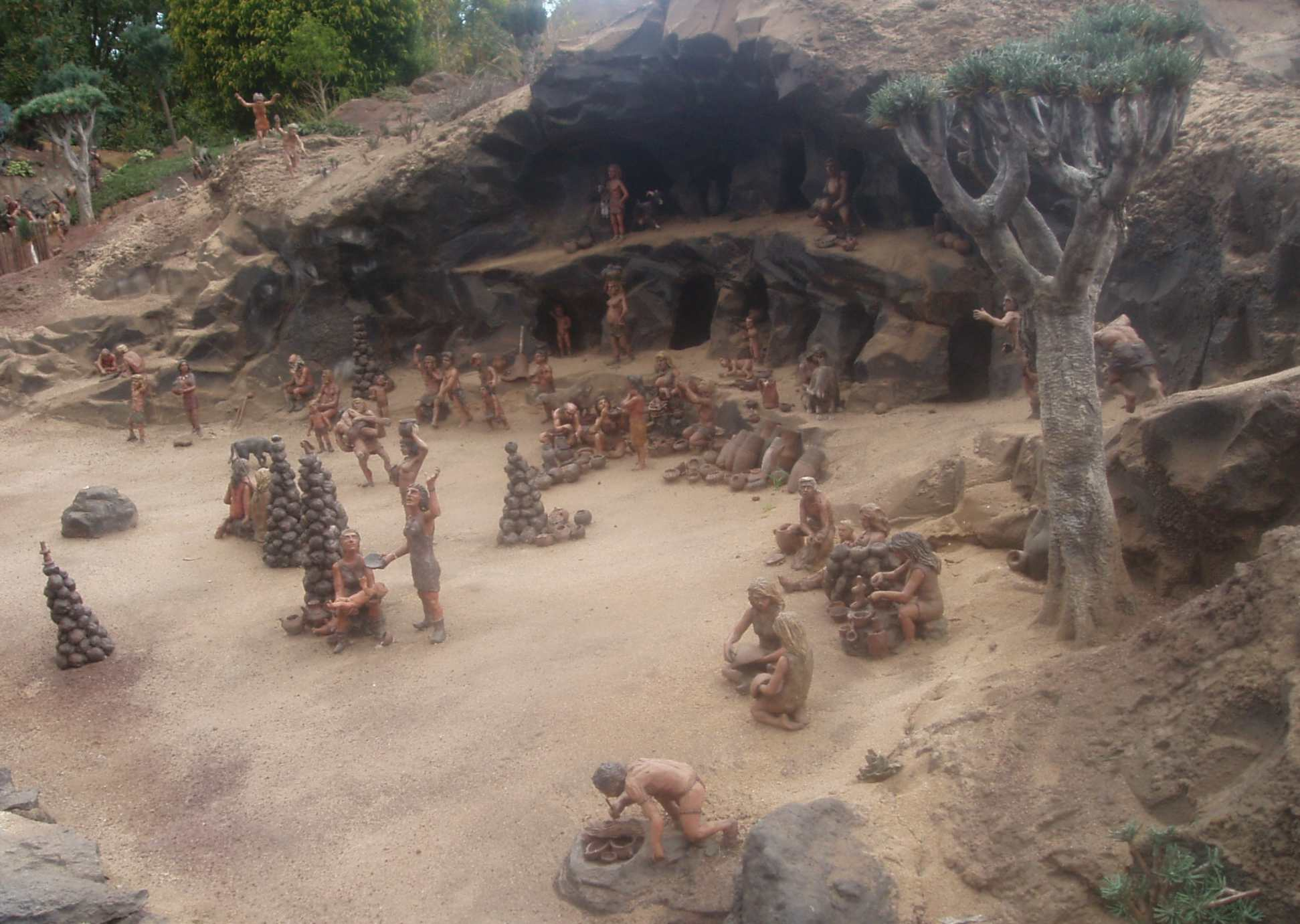
Reconstituição de uma povoação guanche (La Orotava, Tenerife).

Assim, em vez de se falar em povo guanche melhor será que se fale em povos guanches, reconhecendo a sua diversidade e a especificidade de cada ilha, e mesmo dentro desta, de cada comunidade.

### Origem do termoguanche
A origem da designação dada pelos invasores castelhanos aos aborígenes canários também não é clara: segundo a teoria dominante, assente sobre os estudos de Juan Núñez de la Peña, a palavra guanche seria uma apropriação pelos castelhanos do termo guanchinet, a designação que os habitantes de Tenerife davam a si mesmos, na qual guan significaria simplesmente pessoa e Chinet seria o nome aborígene da ilha (guachinet seria simplesmente pessoa de Tenerife). O nome foi depois generalizado, passando a designar todos os povos aborígenes canários.
A admitirmos a origem berbere dos guanches, o que hoje parece quase certo, a etimologia atrás apontada é congruente com a generalidade das línguas daqueles povos:  assim, o termo guanche proviria da construção berbere (tamazight) Wa n Chinet, que significaria o (homem) que é de Chinet, sendo Chinet a designação de Tenerife.
Outra teoria, etimologicamente bem menos fundada, faz derivar o termo guanche do francês arcaico através do verbo guenchir / guanchir e do substantivo guenche/guanche. A palavra teria sido aplicada aos aborígenes canários a partir dos tempos da conquista de algumas das ilhas pelo cavaleiro normando Jean de Bettencourt, o rei das Canárias.
Qualquer que seja a origem, com o passar do tempo o gentílico guanche seria generalizado a todos os aborígenes das Canárias, ainda que os habitantes de cada ilha tivessem (e, nalguns casos, mantenham sob formas acastelhanadas) nomes próprios, não existindo nenhum termo conhecido que se referisse a todo o conjunto dos povos canários, salvo as designações depreciativas de origem castelhana de magos ou mauros.

### Origem dos povos guanches

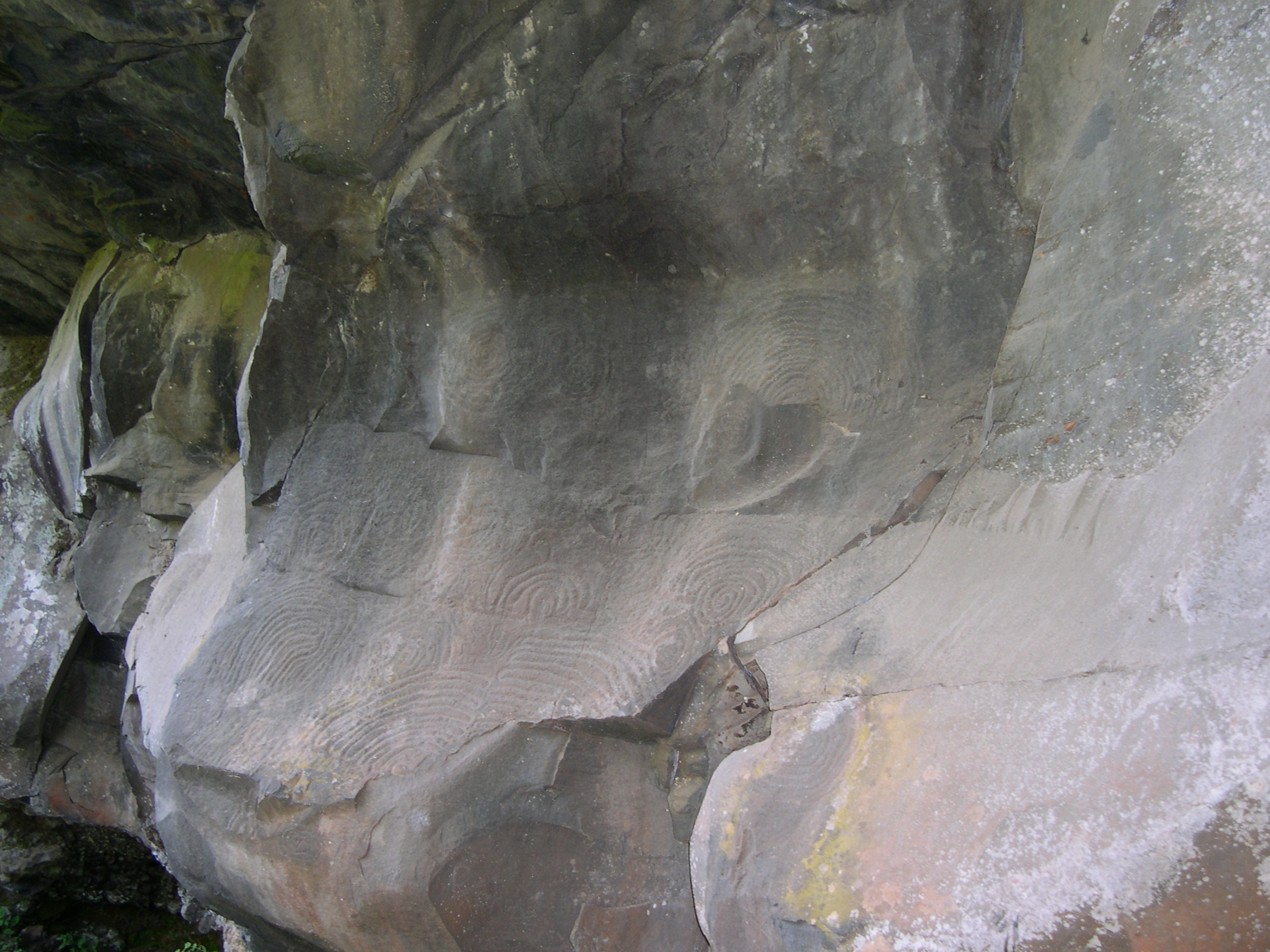
Pintura rupestre guanche

Os fragmentos hoje conhecidos do relato da viagem do navegador cartaginês Hanno, realizada no século VI a.C., são mudos quanto aos habitantes das Canárias, mas Plínio, o Velho afirma que segundo o rei Juba II, os cartagineses teriam visitado as ilhas e não encontraram aí habitantes. Uma expedição enviada por aquele rei, no século I, para além dos cães que deram o nome às ilhas, apenas terá encontrado ruínas de grandes dimensões, aparentemente desabitadas. De qualquer forma, a evidência arqueológica confirma que o troço da costa de África onde se situam as ilhas, e mesmo estas, foram visitadas regularmente na antiguidade. Túmulos e outras marcas da presença dos cartagineses são abundantes na costa atlântica do actual Marrocos, comprovando o conhecimento pleno daqueles territórios. Em Tenerife, especificamente, a Caverna dos Guanches em Icod de los Vinos, forneceu as mais antigas cronologias das Ilhas Canárias, datando do terceiro século. C.
A partir daqueles relatos, e do facto de os povos guanches não estarem islamizados, muitos autores têm concluído que sua migração para as ilhas teria ocorrido no período entre o século I e o século VIII, época da chegada do Islão aos povos do norte de África. Contudo, estudos arqueológicos e datação de restos orgânicos apontam para um povoamento humano das ilhas que se estende, pelo menos, a 500 anos antes de Cristo, o que é incompatível com essa teoria.
As características físicas dos guanches, com a sua tez e olhos claros, cabelos por vezes loiros e elevada estatura, levaram alguns investigadores a atribuir-lhe uma origem germânica ou celta, ligando a sua presença às migrações dos vândalos e visigodos no norte de África. Contudo, evidência mais recente aponta no sentido de incluir os guanches no conjunto dos povos proto-berberes que colonizaram o norte de África, desde o Egipto à actual Mauritânia, em tempos muito mais remotos (13 000 a 15 000 anos atrás). Essa teoria tem como vantagem o permitir a explicação das semelhanças entre as línguas guanches (das quais hoje apenas poucos vocábulos são conhecidos) e as línguas dravidianas, a proximidade antropomórfica com os povos Cro-Magnon e a presença em ilhas oceânicas de povos que, aparentemente, não tinham tecnologias náuticas que lhes permitissem atingi-las. De facto, se o povoamento das ilhas tivesse ocorrido durante o último período glaciar, a descida do nível do mar que então ocorreu, quase ligando as ilhas Canárias à costa continental fronteira, teria permitido aos humanos, e aos seus animais domésticos, ocupar as ilhas sem recurso à navegação oceânica.
Outro argumento de peso a favor da teoria proto-berbere são as semelhanças da simbologia guanche utilizada nas pinturas rupestres (como as de Garafía, em La Palma, ou Julán, em El Hierro), com a encontrada em rochedos e cavernas na Líbia e Argélia. Face a essa semelhança, as pinturas rupestres existentes nas ilhas são congruentes com a tese da colonização durante a fase final da última glaciação, permitindo inserir as culturas guanches no conjunto daquelas que então ocuparam o actual Saara, na altura área fértil e verdejante, e o sudoeste europeu. Nesse contexto, os guanches seriam o último povo sobrevivente das grandes culturas que ocuparam essa vasta região do planeta na época da glaciação  laurenciana. O seu genocídio no século XV constitui, portanto, perda irreparável para o conhecimento dessas populações.
O facto de os povos guanches, pelo menos alguns, mumificarem parte dos seus mortos, permitirá, face aos avanços da biotecnologia, o esclarecimento de algumas dessas questões. Talvez assim sejam eliminados os preconceitos de carácter nacionalista que em muito têm entravado o estudo sério dos aborígenes canários.

### Sociedade e cultura

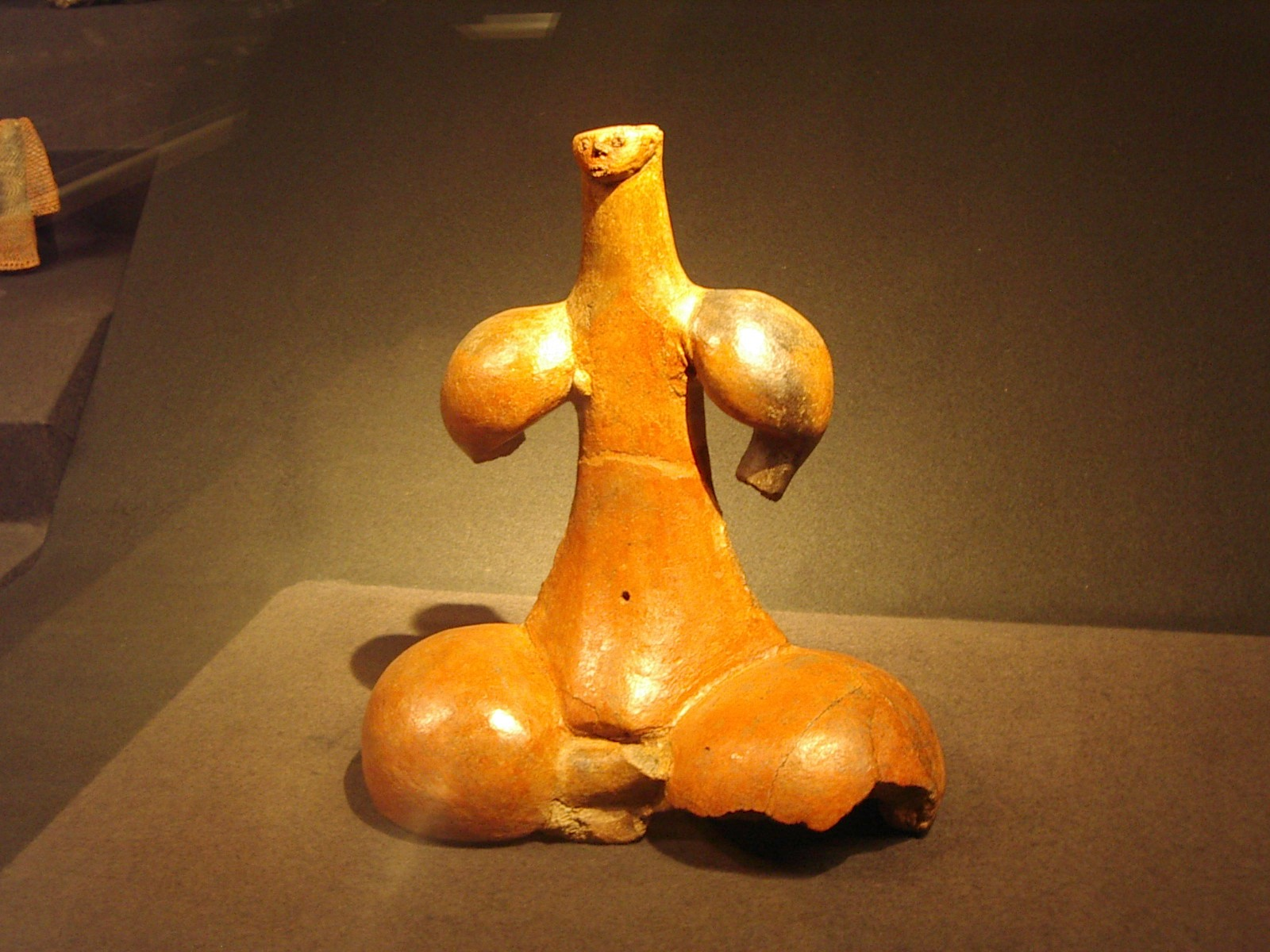
Estatueta religiosa guanche (Gran Canária)

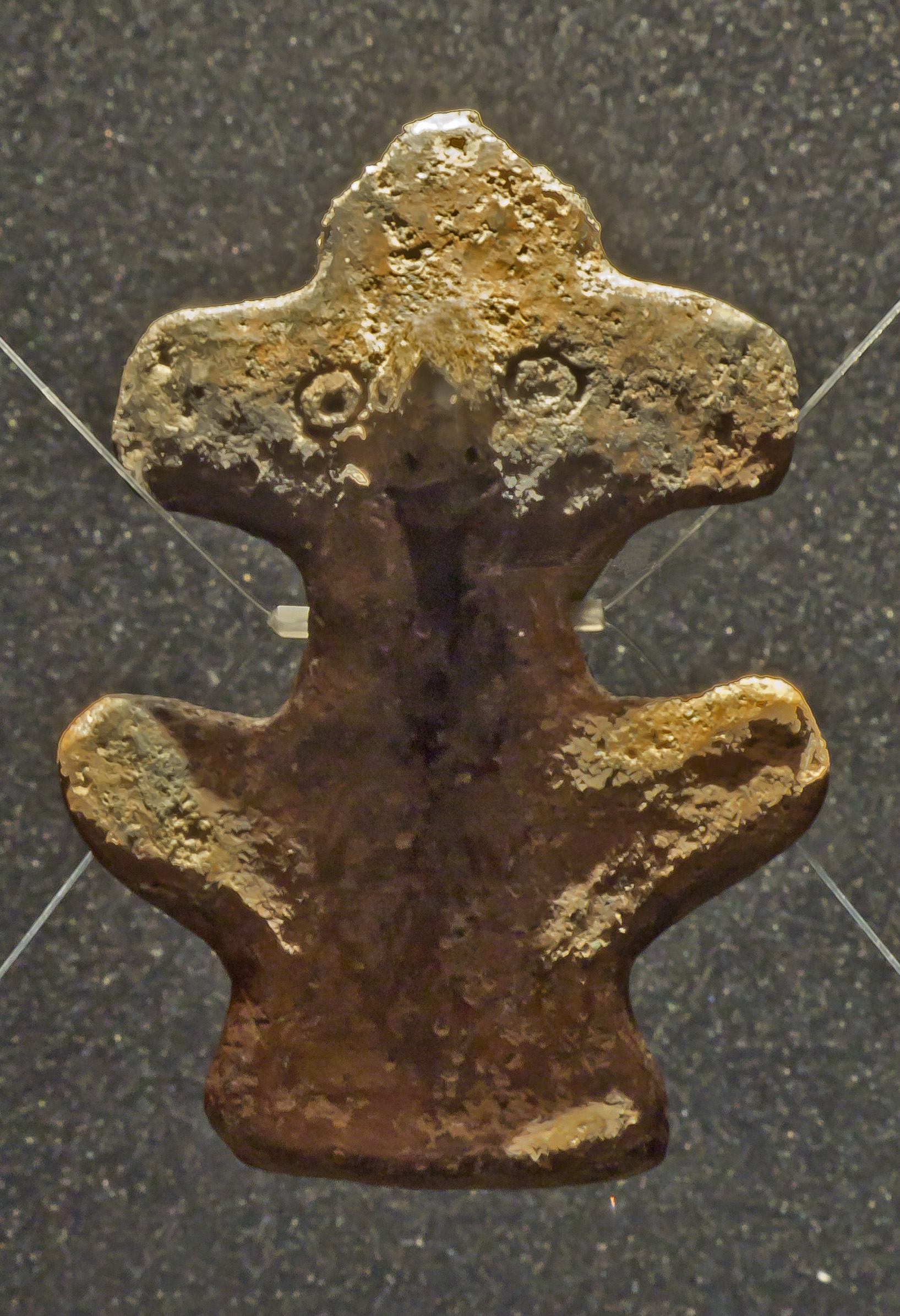
Estatueta religiosa guanche chamada Guatimac (Tenerife).

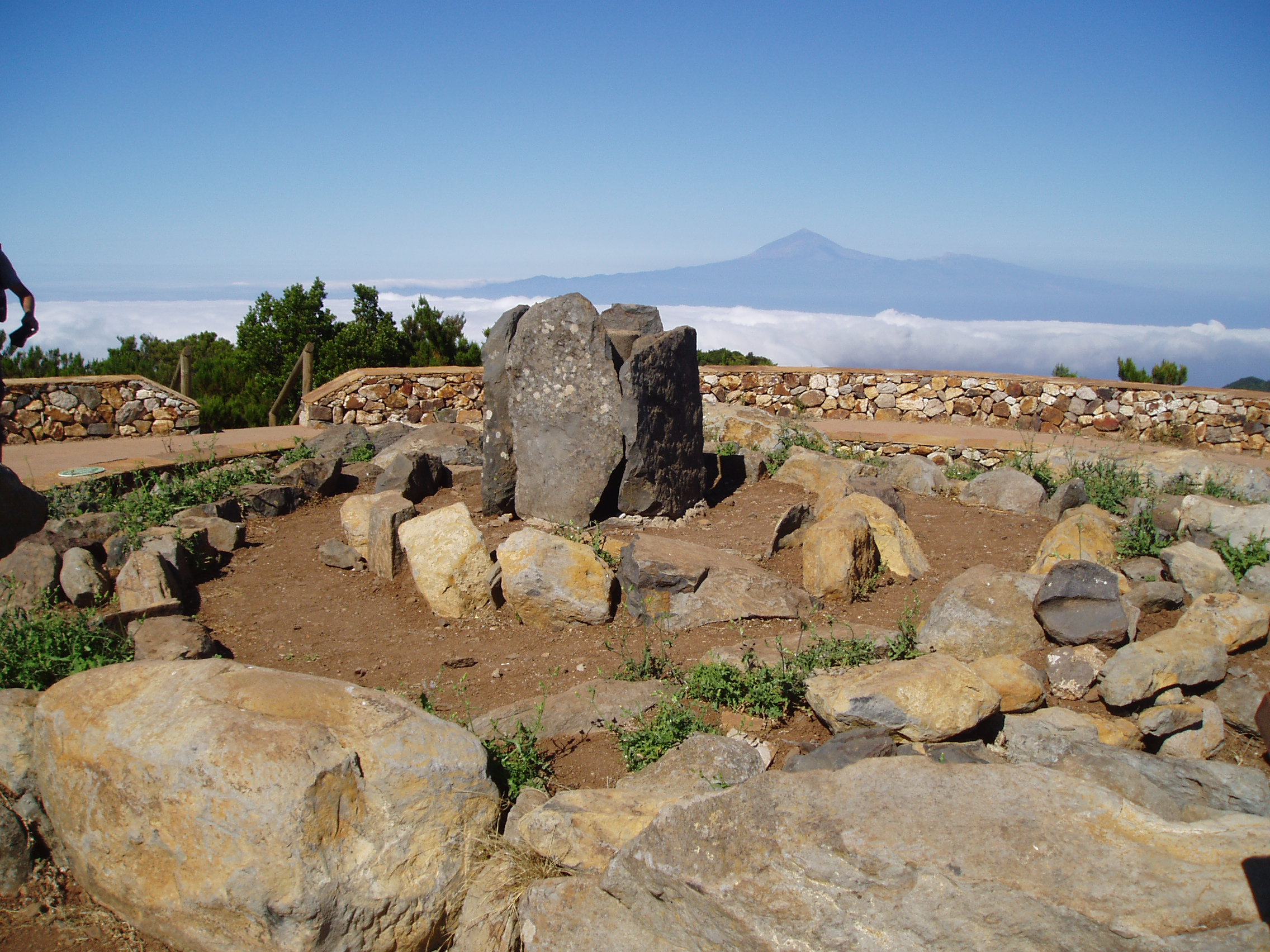
Altar guanche em Garajonay, La Gomera (ao fundo o vulcão do Teide.

Não existem elementos seguros que permitam traçar uma história dos povos guanches no período anterior à conquista europeia. Observações feitas aquando da colonização castelhana das ilhas, afirmam que nelas coexistiam pelo menos duas culturas, uma vivendo num estádio pastoril, com características semelhantes às culturas europeias do neolítico, que tem sido descrito como "vivendo na idade da pedra" e servido para relacionar os guanches com a cultura Cro-Magnon, e outra agrícola, com construções relativamente elaboradas, em povoações organizadas. Essa diferenciação tem sido apontada como resultado de colonização humana por distintas fases migratórias, que teriam trazido às ilhas povos com um adquirido cultural distinto.
Mas, mesmo admitindo como verdadeira a existência de sociedades diferentes, e não de meros estratos sociais distintos, a teoria das múltiplas migrações esquece a possibilidade de evolução distinta nas ilhas, com cada grupo a assumir, face à sua insularidade, formas diferentes de aproveitamento dos recursos naturais. Por outro lado, o mesmo isolamento insular que gera a diferenciação de cada sociedade insular, face às ilhas e continentes vizinhos, é também um poderoso factor de miscigenação, não permitindo a sobrevivência por longos períodos de culturas diferentes no espaço limitado da ilha.
Todas as sociedades guanches domesticavam animais, possuindo, para além de cães, rebanhos de cabras, ovelhas e porcos.
A principal actividade económica era o pastoreio, mas também assumia importância a agricultura, a actividade recolectora, a pesca costeira, a apanha de mariscos e o artesanato. Na ilha de Gran Canária a agricultura tinha grande desenvolvimento, existindo regadio. Os cereais eram cultivados (trigo, cevada e aveia), constituindo a base do gofio, o seu principal alimento.
Não existe qualquer evidência histórica ou arqueológica da existência de embarcações, pelo que as populações canárias viviam virtualmente prisioneiras nas suas ilhas.
No que respeita ao seu desenvolvimento tecnológico, os povos guanches apresentavam fortes semelhanças com os povos do neolítico europeu, se bem que essa integração não possa ser aceite de forma acrítica, dada a diversidade de enquadramentos históricos e ambientais.
Em geral, os guanches viviam em grutas naturais ou escavadas, fazendo uso dos tubos vulcânicos, recorrendo apenas à construção de cabanas rudimentares naqueles lugares onde a orografia não fornecia abrigos naturais. As cabanas eram circulares, construídas em pedra solta e recobertas com material vegetal.
Contudo, parece que existiram construções bem mais elaboradas em alguns lugares e é certa a existência de povoados organizados de dimensão assinalável.
O vestuário era reduzido a uma tanga de pele de cabra ou de fibras vegetais, colorida através do uso de corantes naturais, com predomínio para o vermelhão (do dragoeiro) e o ocre. Utilizavam colares e pulseiras de pedras polidas, conchas ou peças cerâmicas.
A cerâmica conhecia algum desenvolvimento, existindo vasilhas muito elaboradas e de formas harmoniosas. A cerâmica guanche parece também confirmar a ligação proto-berbere.
Os instrumentos em pedra, particularmente obsidiana e basalto, eram muito elaborados e claramente ligados às culturas neolíticas europeia e norte-africana. Gravavam as rochas muito ao estilo da pintura rupestre norte-africana. Símbolos encontrados permitem estabelecer a ligação com as rochas gravadas do Saara.
Não se conhece a existência de escrita, embora algumas rochas contenham símbolos que parecem relacionados com os alfabetos usados na Numídia e nas culturas da antiguidade norte-africana, o que poderá resultar de eventuais contactos com estes povos, sendo muito provável a forte e continuada presença fenícia e, particularmente cartaginesa, nas ilhas.
Era comum a utilização de madeira, especialmente como arma, na forma de longos varapaus endurecidos ao fogo.

### Organização social

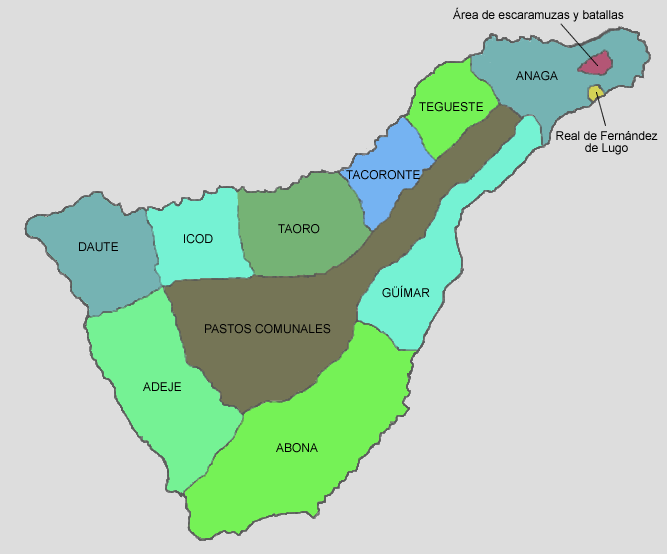
Mapa territorial de Tenerife antes da conquista

A sociedade guanche era patriarcal e matrilinear, estando dividida em estratos definidos pela riqueza, especialmente em cabeças de gado.
O sistema de classes era também diferente em cada uma das ilhas, e só se conhece com alguma certeza para os casos de Tenerife e da Gran Canária, cuja organização social assentava sobretudo nas categorias de nobres (havendo várias categorias dentro dessa) e povo. A pureza de sangue entre os nobres de alta hierarquia era absoluta, e para chegar a ser "mencey" era necessário demonstrar aquela pureza (só consta que um membro do povo, Doramas, na Gran Canaria, tenha chegado a ser "guanarteme").
Não obstante, segundo Juan Núñez de la Peña, distinguiam-se três grupos sociais em Tenerife:
- Achimencey, ou nobre;
- Achicaxna, ou vilão;
- Cichiciquio, ou servo assoldado.

Note-se, contudo, que os termos com que Juan Núñez de la Peña identifica as distintas categorias são similares aos existentes na baixa Idade Média europeia. Isso certamente deve-se à extrapolação feita pelos cronistas coevos da terminologia própria da organização social da Europa medieval para o caso insular, podendo não corresponder à real situação de cada classe social.
O território das ilhas estava dividido em distintas entidades políticas, nalguns casos ocupando toda a ilha, mas noutros repartindo o território insular em distintos proto-estados.
Mencey era o nome dado ao monarca, ou rei, dos guanches de Tenerife, que governava um menceyato, isto é um reino ou território. O equivalente na Gran Canária denominava-se guanarteme.
Possivelmente o mencey era proprietário da maior parte do gado. Também coloca-se a possibilidade de que o mencey também possuísse a propriedade das pedreiras de onde se extraía a matéria prima para a produção lítica.
Em Tenerife, o último grande mencey, foi Tinerfe, o Grande, filho do mencey Sunta, que tinha a sua corte em Adeje (um século antes da conquista) e governava toda a ilha. Teve 9 filhos legítimos e um ilegítimo, que posteriormente se rebelaram e dividiram a ilha em 9 menceyatos (Daute, Abona, Taoro, Adeje, Anaga, Icode, Güimar, Tegueste y Tacoronte) e num pequeno território para o seu filho ilegítimo, que posteriormente se chamaria "Punta del Hidalgo Pobre" (actualmente Punta del Hidalgo). Ichasagua foi o último mencey da ilha de Tenerife após a conquista castelhana.
Na Gran Canária existiram dez guanartematos, que se uniriam pouco antes da conquista castelhana em torno de duas grandes demarcações: Gáldar (Agaldad) e Telde. A ilha de La Palma estava dividida em doze demarcações; a Gomera em quatro; e Fuerteventura em seis. Em Lanzarote e em Hierro não havia divisão territorial interna.
Há, contudo, que assinalar que nem todas essas demarcações territoriais correspondem a um mesmo tipo de organização político-social, já que enquanto que nas ilhas como La Palma os chamados "reinos" correspondem a um tipo de formação social próximo do tribal, na Gran Canária correspondiam a um tipo de organização proto-estatal.
Menceyes e divisão ilha de Tenerife no momento da conquista, no século XV:
- Acaimo: mencey do Tacoronte
- Adjoña: mencey do Abona
- Añaterve: mencey do Güímar
- Bencomo: mencey do Taoro
- Beneharo: mencey do Anaga
- Pelicar: mencey do Icode
- Pelinor: mencey do Adeje
- Romen: mencey do Daute
- Tegueste: mencey do Tegueste

### Religião

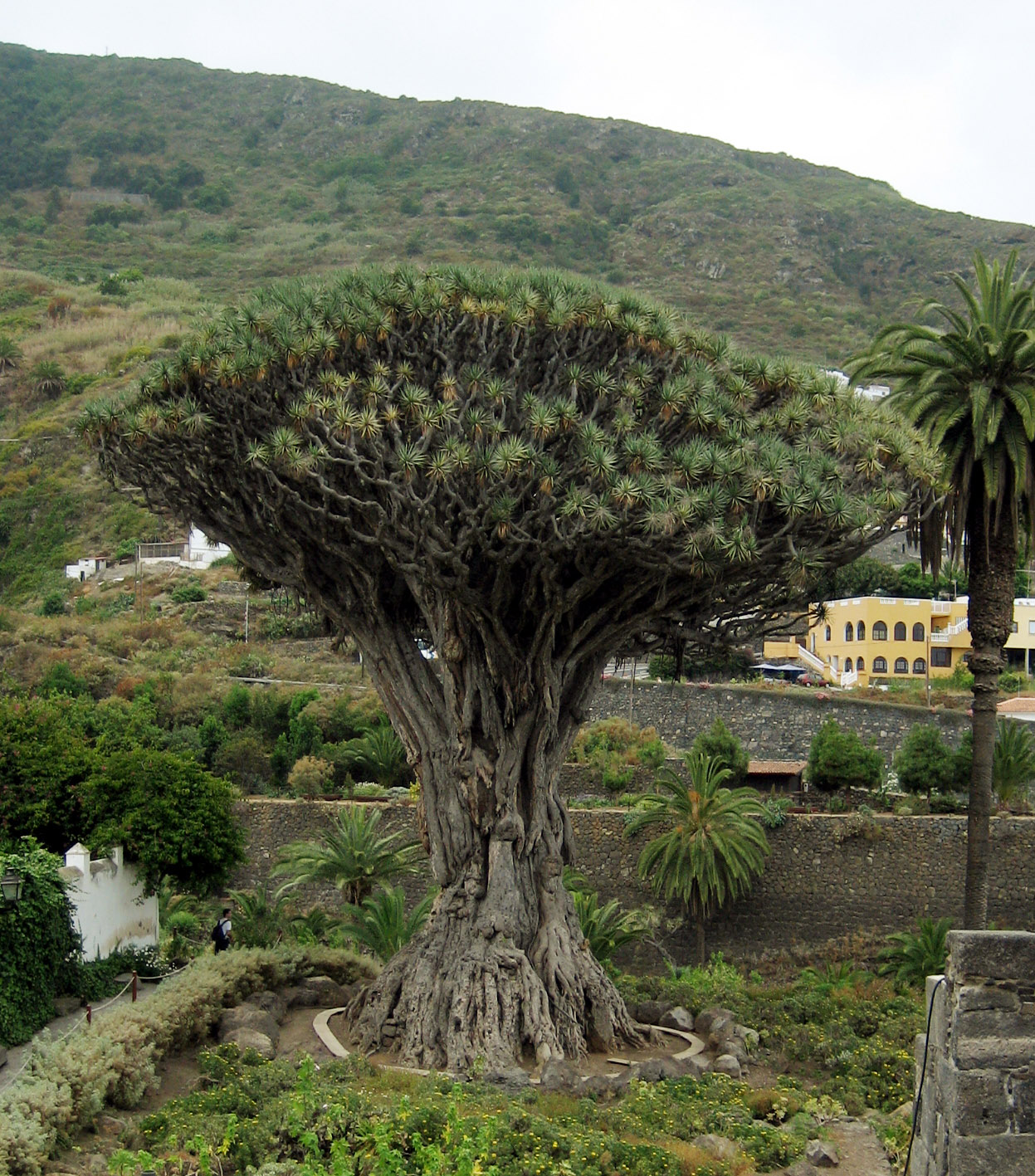
O famoso exemplar de Dracaena draco em Icod de los Vinos, Tenerife, uma das árvores sagradas dos guanches.

Apesar de não haver conhecimento seguro sobre as práticas religiosas dos povos guanches e da matéria não ter sido objecto de estudo aprofundado antes da sua extinção, os factos conhecidos, particularmente os relatos coevos da conquista, indicam que os guanches tinham os seus próprios deuses, distintos em cada ilha, sem que lhes seja conhecida uma divindade comum. Contudo, os conceitos e práticas religiosas, salvaguardando as diferenças entre ilhas, assentavam em conjunto comum de conceitos teológicos que permitem afirmar, embora com alguma incerteza, que existia nas ilhas um fundo religioso comum.
No caso de Tenerife, cuja sociedade guanche é a melhor conhecida graças à sua mais longa sobrevivência e aos trabalhos de Juan Núñez de la Peña, a divindade suprema era Achamán (sinónimo de celeste), um deus bom que, com a sua benevolência, trazia a boa fortuna. Como divindade malévola tinham Guayota, um demónio que habitava no interior de Echeide (um inferno), identificado como localizado no grande vulcão de Teide. Outros deuses foram Magec (o sol) e Chaxiraxi (deusa-mãe).
Em El Hierro teriam duas divindades benignas principais: Eraorahan (masculino) e Moneiba (feminina).  Em tempos de desespero era invocado Aranfaybo, uma divindade maligna, a quem pediam misericórdia.
Na Gomera adoravam Orahan, um deus criador, e Hirguan, um deus maléfico com aspecto de homem com cauda.
Em La Palma acreditavam em Abora(Ibru

), o deus solar, e numa divindade maligna com a forma de um cão peludo. Também colocavam oferendas sobre um rochedo chamado Idafe, para que não caísse e com isso trouxesse o fim do mundo.
Na Gran Canária a divindade suprema era denominada Acoran, mas existiam múltiplos deuses de menor importância e outras entidades espirituais, tais como espíritos ancestrais, demónios e génios.
Em Fuerteventura adoravam a montanha de Tindaya, onde colocavam oferendas. Nesta montanha encontram-se gravadas numerosas pinturas rupestres do estilo podomórfico.

### Mumificação

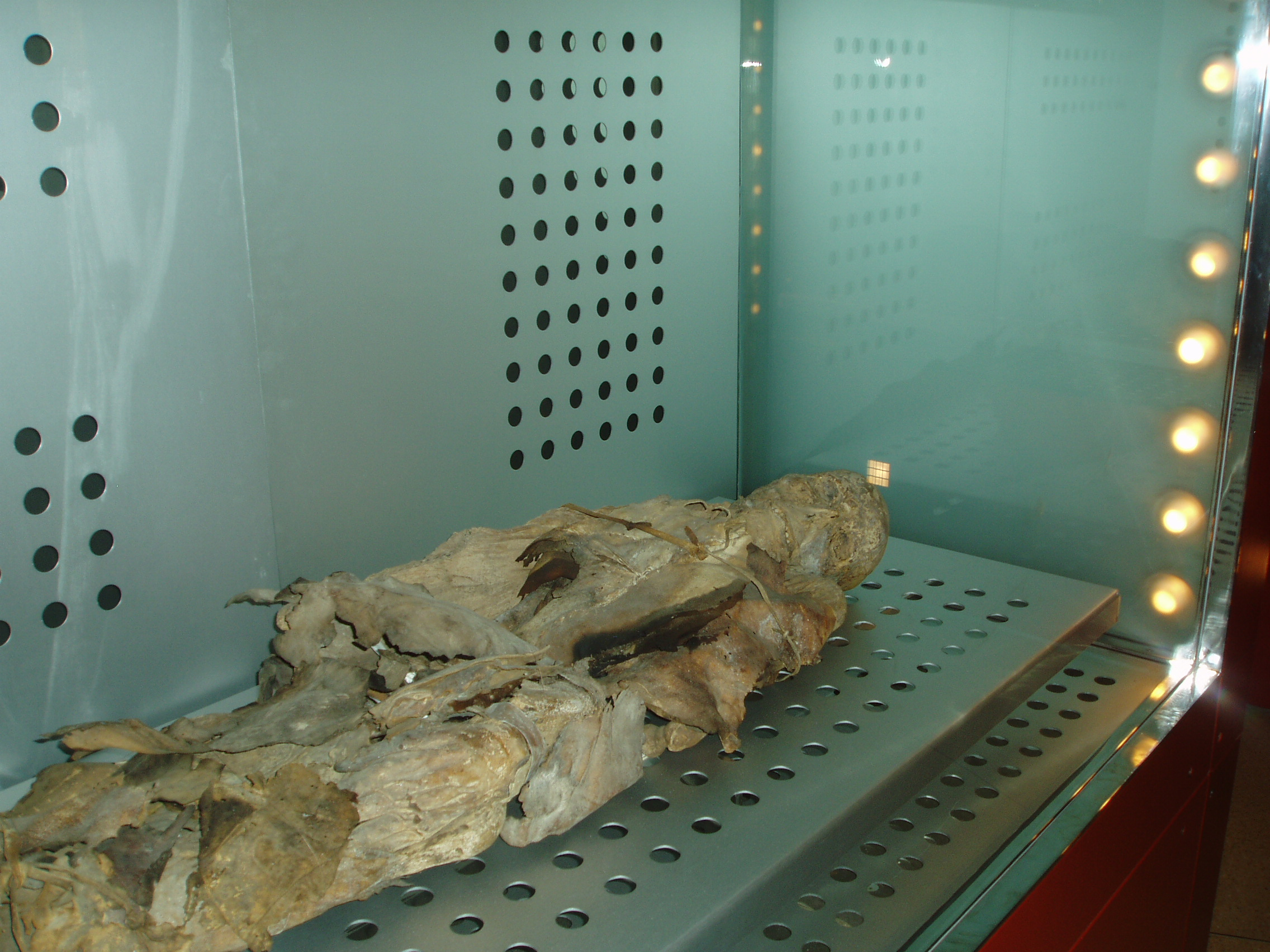
Múmia guanche de Tenerife (no Museo de la Naturaleza y el Hombre de Santa Cruz de Tenerife).

As práticas religiosas incluíam a mumificação dos cadáveres. São conhecidas múmias oriundas de quatro das sete ilhas povoadas das Canárias, mas o seu estudo científico é incipiente.
Na ilha de Tenerife, de onde a maioria das múmias conhecidas é oriunda, os cadáveres eram, depois de removidos os órgãos interiores, deixados a secar ao Sol, envolvidos em peles de cabra e depositados em cavidades naturais. Noutros casos os órgãos não eram removidos, sendo os cadáveres simplesmente secos e guardados em invólucros de peles. A quantidade de peles e a sua decoração parece ter dependido da categoria social do falecido. A pesquisa atual confirma que a prática da mumificação foi concentrada em Tenerife, enquanto múmias foram preservadas em outras ilhas devido a fatores ambientais.
Após a conquista europeia, a maioria das múmias foi destruída, muitas delas reduzidas a pó e comercializadas na Europa para fins medicinais. As múmias sobreviventes encontram-se dispersas por diversos museus europeus e pelos museus das Canárias.

### Ritos e celebrações
Entre os Guanches, o mês de agosto recebeu em nome de Beñesmer ou Beñesmen, que também foi o festival de colheita realizado este mês.

### Interação com o Cristianismo
No ano de 2019 uma cruz cristã foi encontrada gravada na rocha e orientada para o sol, em um local Guanche no município de Buenavista del Norte, no noroeste de Tenerife. Especificamente, este símbolo foi encontrado em um megálito usado para rituais de fecundidade e como um calendário solar. Esta descoberta destaca o suposto conhecimento que as antigas Canárias tinham do Cristianismo.

## A redescoberta europeia e a conquista castelhana
Apesar de conhecidas na antiguidade clássica, durante a maior parte da Idade Média europeia as ilhas Canárias permaneceram isoladas, delas apenas se mantendo um conhecimento mitificado. Apenas nos finais do século XIII se reiniciaram as viagens pela costa noroeste da África, levando ao redescobrimento das ilhas.
Há notícias seguras de que desde 1291 começaram a chegar ao arquipélago diversas expedições genovesas e, mais tarde, de aragonesas, maiorquinas e portuguesas.
Como as populações indígenas não apresentassem produções que permitissem um comércio lucrativo, as expedições destinavam-se essencialmente à captura de guanches, destinados a serem vendidos como escravos, e, possivelmente, à aquisição de extracto de dragoeiro, o conhecido sangue de dragão, um apreciado corante vermelho.
A partir de finais do século XIV foram os portugueses quem mais se esforçaram por obter a soberania das ilhas, esbarrando com igual interesse por parte de Castela. A primeira grande expedição de conquista foi organizada por um grupo de aventureiros normandos, capitaneados por Jean de Bettencourt.
Os pontos seguintes traçam uma breve sinopse da redescoberta, conquista e colonização europeia das ilhas Canárias.

### Jean de Bettencourt, o rei das Canárias

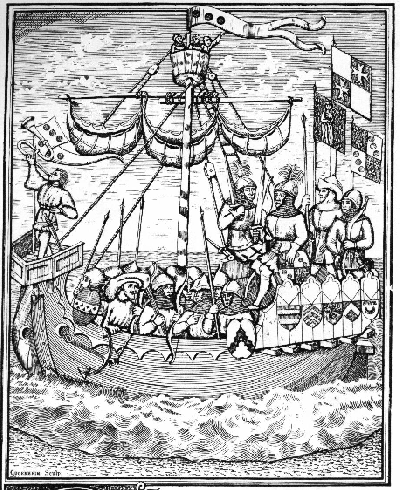
Iluminura do "Le Canarien" mostrando a embarcação de Gadifer de La Salle durante a expedição de 1402

Conhecidas as ilhas Canárias e sabendo-se que as suas populações aborígenes não eram cristãs, cresceu o zelo na Europa com vista à sua conquista e cristianização. Entre os aventureiros que tentaram a conquista das Canárias conta-se Jean de Bettencourt, um nobre normando.
A força expedicionária por ele organizada era constituída por um variado bando de aventureiros, alguns provenientes da aristocracia, como Gadifer de la Salle, que exercia as funções de segundo comandante, e Pierre Bontier, um franciscano de Saint Jouin de Marnes, que mais tarde oficiou em Lanzarote na igreja de Saint Martial de Rubicon que a expedição haveria de ali construir, e Jean le Verrier, um padre que viria a instalar-se em Fuerteventura como vigário da capela de Nossa Senhora de Bethencourt, ali também construída pela expedição. Estes clérigos foram também os historiadores da expedição, registando os acontecimentos em textos que ainda sobrevivem e que, com modificações e aditamentos, constituem a crónica medieval Le Canarien (editada em várias línguas).
A expedição partiu a 1 de Maio de 1402 do porto de La Rochelle, escalando a Corunha e Cádis. A expedição chegou às ilhas dirigindo-se à ilha Graciosa. Dali dirigiu-se a Lanzarote onde desembarcou pacificamente a 30 de junho de 1402, iniciando a construção de um forte a que deu o nome de Rubicon (Rubicão).
Deixando parte da expedição encarregue de defender o novo forte, Bethencourt partiu com Gadifer de la Salle para Fuerteventura, mas foi obrigado a regressar devido a motins vários entre a marinhagem e à falta de víveres. Aliás os motins e a insubordinação foram a constante durante a permanência nas Canárias, culminando em 25 de Novembro de 1402, quando parte da expedição se rebelou tomando como refém Guardarifa, o rei guanche de Lanzarote, que se tinha aliado a Bettencourt.
À expedição juntaram-se navios vindos de Castela, tendo Bettencourt regressado a Cádis, onde veio solicitar o apoio real, tendo-lhe sido concedido, a 10 de Janeiro de 1403, o senhorio das ilhas (daí ter passado a intitular-se Rei da Canária). Bettencourt terá visitado a generalidade das ilhas, embora sem conseguir submeter as suas populações (os últimos guanche apenas se renderam em 1496).

### A conquista castelhana e o genocídio guanche
Aquando do início da conquista castelhana estima-se que haveria entre 30.000 e 35.000 guanches em Tenerife e entre 30.000 e 40.000 na Gran Canária, populações muito consideráveis face às características do território.
Resolvidas as questões com Portugal, as Canárias ficaram seguramente na órbita castelhana, assumindo aquela potência a obrigação de cristianizar as ilhas. A partir dos pontos conquistados por Jean de Bettencourt, a conquista das Canárias prosseguiu rapidamente, sem que isso significasse a submissão das populações guanche, em particular nas ilhas maiores.
Sem embarcações nem capacidade bélica comparáveis, já que usavam armas de madeira - varapaus - e pedras contra forças que dispunham da última tecnologia europeia, tais como armas brancas de ferro e de aço, os arcos, as bestas, os cães e os cavalos, os guanches foram progressivamente retirando para as partes mais altas e acidentadas das ilhas, deixando o litoral aberto à colonização castelhana. As populações que iam sendo submetidas eram baptizadas e assimiladas à força.
Outro grave problema que afectou os guanche foi a sua falta de imunidade a doenças que foram trazidas pelos colonizadores. As epidemias foram-se sucedendo, provocando perdas irreparáveis no efectivo populacional, já que o longo isolamento nas ilhas tinha deixado os guanche com um sistema imunitário impreparado paras as mais comuns doenças europeias.
A resistência guanche acabou por se concentrar em Tenerife e Gran Canária, onde as populações eram maiores, apenas terminando com o extermínio das últimas forças refugiadas nas montanhas. Neste contexto assumiu particular relevo a resistência na Gran Canária, onde a liderança de Doramas, um caudilho guanche de origem plebeia, constituiu o último grande foco insurgente.
A partir da derrota de Doramas e da exterminação da resistência em Orotava, a submissão era inelutável, com alguns dos últimos resistentes a cometerem suicídio ritual, saltando de falésias.
A partir daí os povos guanche foram rapidamente assimilados, já que depois da guerra e das doenças, as populações remanescentes não puderam impedir a rápida miscigenação. Em meados do século XVI já a memória guanche começava a desaparecer. Estava consumado o genocídio.
Hoje, dos guanche pouco resta, embora o nacionalismo canário tente esforçadamente reviver a sua memória. Mesmo o estudo das suas múmias e restos arqueológicos pouco avançou em comparação com o estudo de povos bem mais remotos.

## Topónimos guanches
Embora rodeados de alguma incerteza, foram determinados alguns dos nomes que os aborígenes canários davam às suas ilhas antes da colonização castelhana:
- Tenerife — Chinet, Achinech, Achineche ou Asensen;
- La Gomera —  Gomera ou Gomahara;
- La Palma —  Benahoare;
- El Hierro  —  Eseró ou Heró;
- Gran Canaria  — Tamaran (embora recentemente tenha surgido a tese de que este nome se aplicava apenas a parte da ilha);
- Lanzarote  — Titerogakaet ou Titeroigatra;
- Fuerteventura  — Erbania ou Erbani.